# Balinghem
Balinghem [balɛ̃ɡɑ̃] est une commune française située dans le département du Pas-de-Calais en région Hauts-de-France. Ses habitants sont appelés les Balinghemois. La commune est membre de la communauté de communes Pays d'Opale.
Le territoire de la commune est situé dans le parc naturel régional des Caps et Marais d'Opale.

## Géographie

### Localisation
Localisée dans le nord du département du Pas-de-Calais, Balinghem est une commune limitrophe de la commune d'Ardres et située, à vol d'oiseau, à 11 km au sud-est de la commune de Calais (chef-lieu d'arrondissement).
Le territoire de la commune est limitrophe de ceux de six communes.
Les communes limitrophes sont Les Attaques, Rodelinghem, Andres, Ardres, Brêmes et Campagne-lès-Guines.

### Géologie et relief
La superficie de la commune est de 5,79 km2 ; son altitude varie de 2  à   37 mètres.

### Hydrographie
Le territoire de la commune est situé dans le bassin Artois-Picardie.
La commune est traversée par trois cours d'eau :
- le canal du Haut Banc et ruisseau d'Ardres ou la rivière Neuve', d'une longueur de 8,13 km[4] ;
- le canal d'Ardres, d'une longueur de 4,71 km, qui prend sa source dans la commune de Brêmes et se jette dans le canal de Calais au niveau de la commune des Attaques[5] ;
- le ruisseau de Balinghem, d'une longueur de 2,12 km qui se jette dans le canal d'Ardres[6].

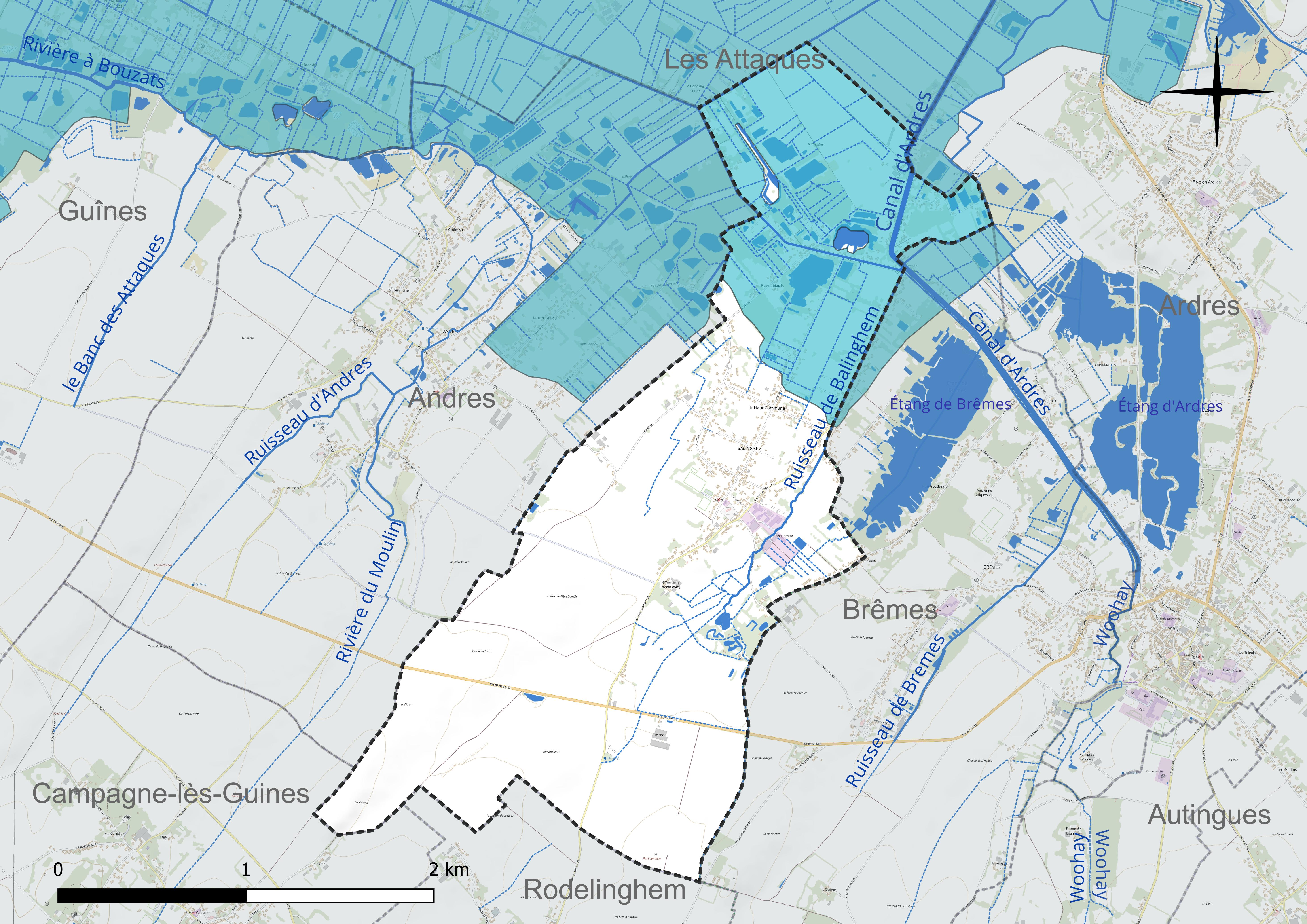
Réseau hydrographique de Balinghem.

### Climat
Pour des articles plus généraux, voir Climat des Hauts-de-France et Climat du Nord-Pas-de-Calais.
En 2010, le climat de la commune est de type climat océanique altéré, selon une étude du CNRS s'appuyant sur une série de données couvrant la période 1971-2000. En 2020, Météo-France publie une typologie des climats de la France métropolitaine dans laquelle la commune est exposée à un climat océanique et est dans la région climatique Côtes de la Manche orientale, caractérisée par un faible ensoleillement (1 550 h/an) ; forte humidité de l’air (plus de 20 h/jour avec humidité relative > 80 % en hiver), vents forts fréquents.
Pour la période 1971-2000, la température annuelle moyenne est de 10,7 °C, avec une amplitude thermique annuelle de 13,2 °C. Le cumul annuel moyen de précipitations est de 791 mm, avec 12,2 jours de précipitations en janvier et 7,9 jours en juillet. Pour la période 1991-2020, la température moyenne annuelle observée sur la station météorologique la plus proche, située sur la commune de Licques à 8 km à vol d'oiseau, est de 10,5 °C et le cumul annuel moyen de précipitations est de 1 138,1 mm,. Pour l'avenir, les paramètres climatiques de la commune estimés pour 2050 selon différents scénarios d'émission de gaz à effet de serre sont consultables sur un site dédié publié par Météo-France en novembre 2022.

### Paysages
Pour un article plus général, voir Paysage en France.
La commune s'inscrit dans les « paysages des coteaux calaisiens et du pays de Licques » tels qu'ils sont définis dans l'atlas de paysages de la région Nord-Pas-de-Calais, conçu par la direction régionale de l'Environnement, de l'Aménagement et du Logement (DREAL),.
Ces « paysages des coteaux calaisiens et du pays de Licques » concernent 56 communes du Pas-de-Calais. Ces paysages s'étendent sur environ 30 km de long (est-ouest) et 15 km de large (nord-sud) et présentent deux sous-ensembles : les coteaux calaisiens au nord et le pays de Licques au sud. Les altitudes de ces paysages varient de 206 m dans le Pays de Licques, à 120 m dans l’ouest des coteaux Calaisiens, près de Guînes, et à 10 m dans l'est, près d'Audruicq.
Ces paysages recouvrent trois entités écopaysagères : les collines guînoises qui constituent le rebord septentrional de l'Artois, l'entité de Bredenarde qui appartient à la plaine maritime flamande, et la cuvette de Licques. Ils sont constitués de 59,70 % de cultures, de 17,30 % de forêts, de 15,11 % de prairies naturelles, permanentes, de 7,45 % d'espaces artificialisés, avec les quatre principales communes que sont Audruicq, Ardres, Guînes et Licques, de 0,27 % d'industries, et de 0,18 % de cours d'eau et plan d'eau.
Les éléments structurants de ces paysages sont la LGV Nord et l'A26, la rivière la Hem qui coule du sud vers le nord-est, les escarpements sur les coteaux du Calaisis et autour du pays de Licques et, d'ouest en est, les différents boisements comme la forêt de Guînes, le bois de l'Abbaye, la forêt de Tournehem et une partie de la forêt d'Éperlecques.

### Milieux naturels et biodiversité

#### Espace protégé
La protection réglementaire est le mode d’intervention le plus fort pour préserver des espaces naturels remarquables et leur biodiversité associée.
Dans ce cadre, la commune fait partie d'un espace protégé : le parc naturel régional des Caps et Marais d'Opale, d’une superficie de 132 499 ha réparties sur 154 communes, géré par le syndicat mixte d'aménagement et de gestion du parc naturel régional des caps et marais d'Opale.

#### Zones naturelles d'intérêt écologique, faunistique et floristique
L’inventaire des zones naturelles d'intérêt écologique, faunistique et floristique (ZNIEFF) a pour objectif de réaliser une couverture des zones les plus intéressantes sur le plan écologique, essentiellement dans la perspective d’améliorer la connaissance du patrimoine naturel national et de fournir aux différents décideurs un outil d’aide à la prise en compte de l’environnement dans l’aménagement du territoire.
Le territoire communal comprend deux ZNIEFF de type 1 : 
- les watergangs des Attaques et d'Andres et le lac d'Ardres. Cette ZNIEFF est marqué par la présence d’un réseau dense de fossés, mares et watergangs[17] ;
- Le site du marais de Guînes. Cette ZNIEFF, situé au pied des collines crayeuses de l'Artois, aux portes de la plaine maritime flamande, correspond à l’ancien delta de l’Aa dans lequel se trouvent des tourbières[18].

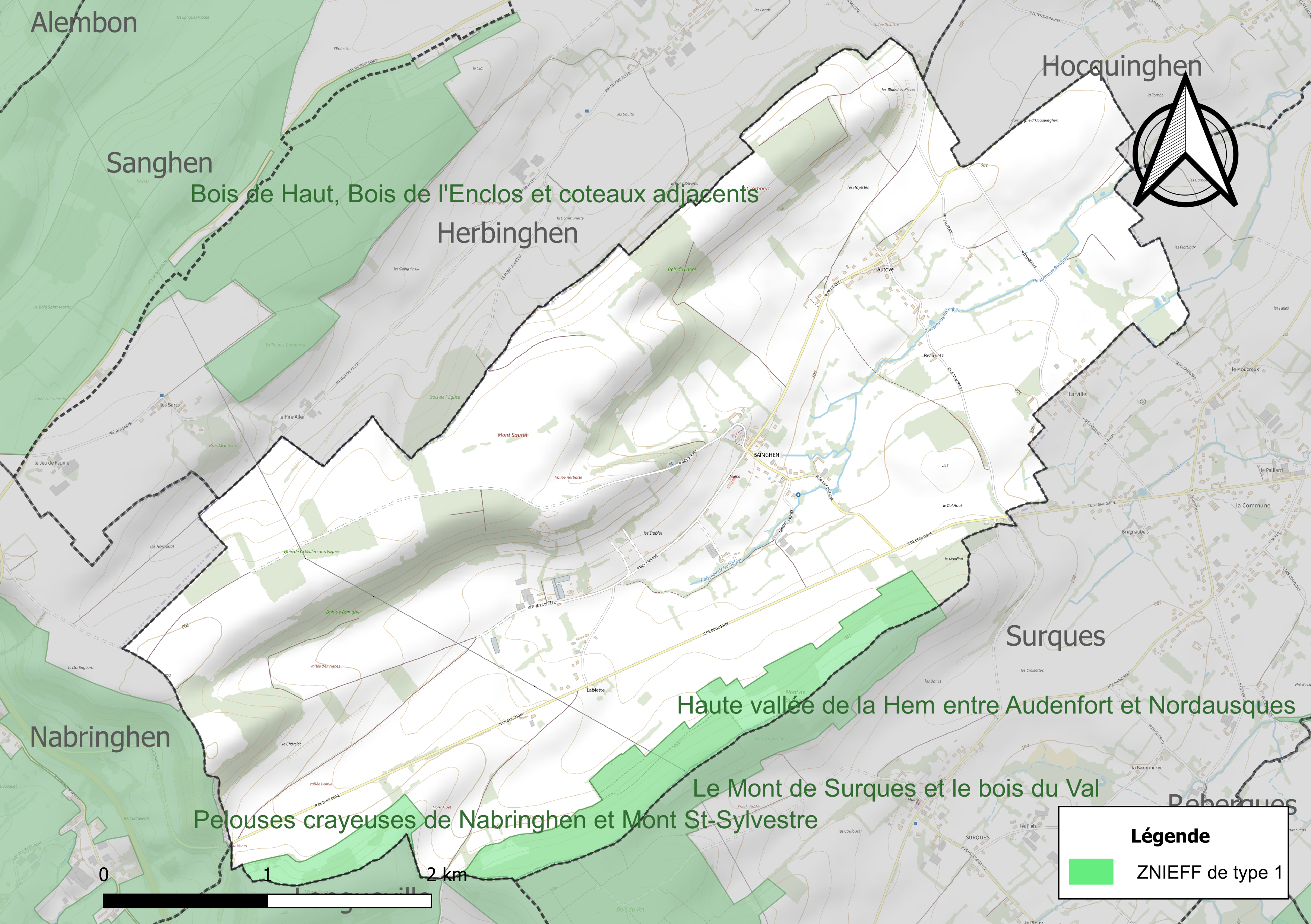
Carte des ZNIEFF sur la commune.

## Urbanisme

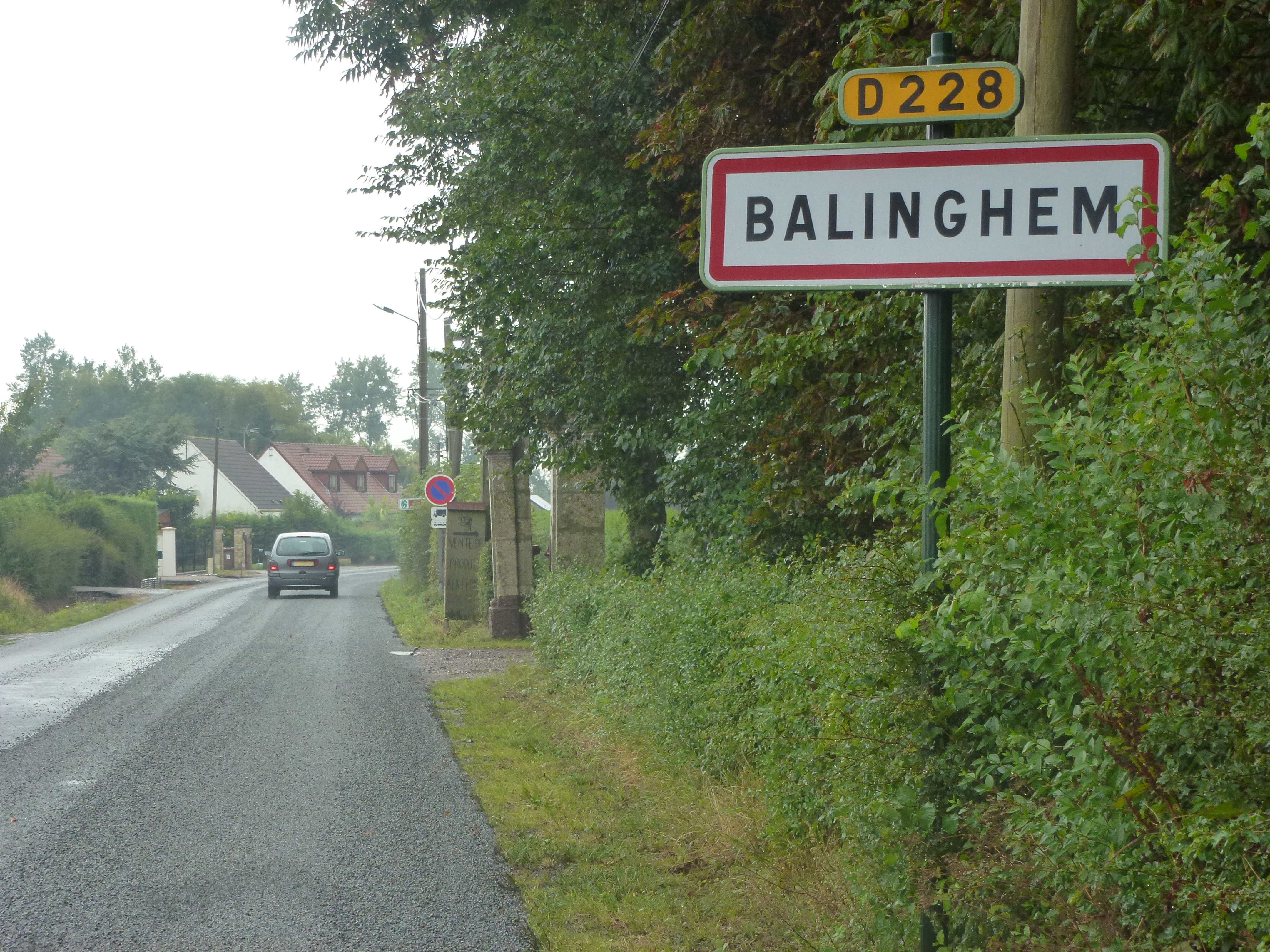
Panneau d'entrée de la commune.

### Typologie
Au 1er janvier 2024, Balinghem est catégorisée petite ville, selon la nouvelle grille communale de densité à sept niveaux définie par l'Insee en 2022.
Elle appartient à l'unité urbaine d'Ardres, une agglomération intra-départementale regroupant quatre  communes, dont elle est une commune de la banlieue,,. Par ailleurs la commune fait partie de l'aire d'attraction de Calais, dont elle est une commune de la couronne,. Cette aire, qui regroupe 45 communes, est catégorisée dans les aires de 50 000 à moins de 200 000 habitants,.

### Occupation des sols
L'occupation des sols de la commune, telle qu'elle ressort de la base de données européenne d’occupation biophysique des sols Corine Land Cover (CLC), est marquée par l'importance des territoires agricoles (82,5 % en 2018), une proportion identique à celle de 1990 (82,5 %). La répartition détaillée en 2018 est la suivante : 
terres arables (59,9 %), prairies (22,6 %), zones humides intérieures (10,2 %), zones urbanisées (7,3 %). L'évolution de l’occupation des sols de la commune et de ses infrastructures peut être observée sur les différentes représentations cartographiques du territoire : la carte de Cassini (XVIIIe siècle), la carte d'état-major (1820-1866) et les cartes ou photos aériennes de l'IGN pour la période actuelle (1950 à aujourd'hui).

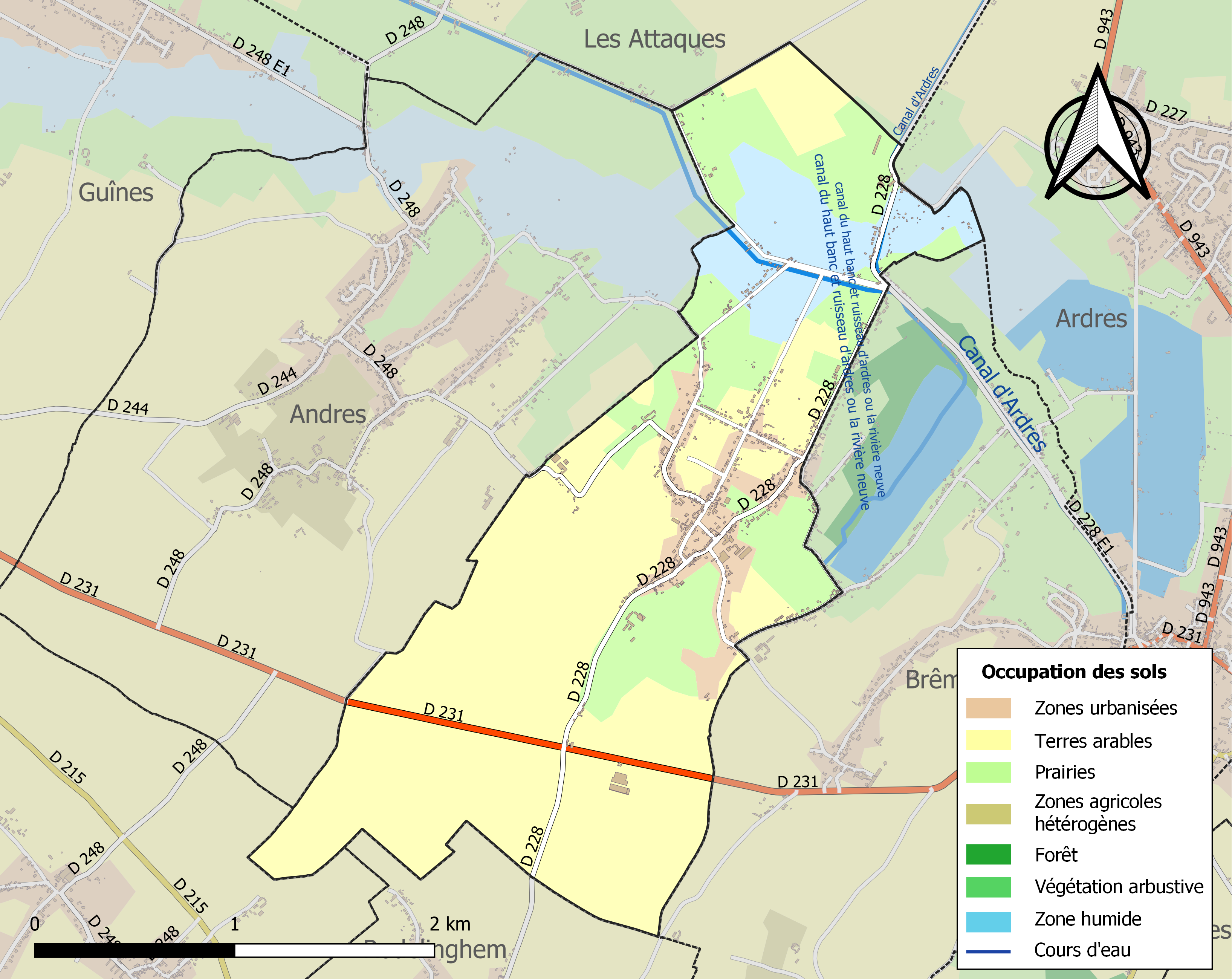
Carte des infrastructures et de l'occupation des sols de la commune en 2018 (CLC).

### Voies de communication et transports

#### Voies de communication
La commune est desservie par les routes départementales D 228, D 231 (qui relie Ardres à Guînes) et D 248 et est proche (environ 15 km) des autoroutes A16 et A 26.

#### Transport ferroviaire
La commune se trouve, à 4 km de la gare de Pont-d'Ardres, située sur la ligne de Lille aux Fontinettes (Calais), desservie par des trains TER Hauts-de-France et à 14 km de la gare de Calais - Fréthun, desservie par des TGV inOui et des TER (dont TERGV).

## Toponymie
Toponyme germanique composé de trois termes : Babila-ingen-heim, traduisible par « demeure du peuple de Babila ».
Le nom de la localité est attesté sous les formes Bavelengehem, Bainlingehem et Bavalingahen (1084), Bavelingkehem ou Baulinghem (1109), Bavalinghem (1112), Bavelinghem (1114), Baulingehem (1119), Balingehem (1127), Bavelingehem (1137), Bavilengkem (1145), Balinghem (1155), Bevelinguahem (1164), Balinghehem (1210), Baulinghem (1270), Bavelinghgkehem (1377), Bavelangeen (1412), Ballinghem (1436), Ballingham (1556), Balinghan.
Balingem en flamand.

## Histoire
Des restes de mammouth ont été retrouvés à Balinghem, preuve que cet animal occupait les lieux dans la préhistoire (c'est le cas également à Arques, Sangatte, Pihen les Guînes).
Balinghem était située sur la voie romaine reliant Boulogne-sur-Mer à Cassel, par Saint-Omer, passant par Saint-Martin-Boulogne, Balinghem, Sangatte, Etrehem (Leulinghem), Saint-Omer, Arques.
Les seigneurs de Balinghem ou Bavelinghem comptent parmi les barons du comté de Guînes.
En 1436, dans le cadre du projet du siège de Calais , les troupes du duc de Bourgogne Philippe le Bon, prennent la forteresse de Balinghem de même que celles d'Oye-Plage, Marck, Sangatte et assiègent Guînes.
Balinghem faisait partie des paroisses proches de Calais occupées par les Anglais depuis le 4 août 1347, date à laquelle ceux-ci ont pris Calais. Elle est restée anglaise pendant 150 ans jusqu'à janvier 1558, date à laquelle les Français reprennent Calais (siège de Calais 1558).

### Famille de Bavelinghem
En 1097, Hermer ou Heremar de Bavelinghem est témoin d'une charte donnée par le comte de Guînes Manassès Ier de Guînes en faveur de l'abbaye Saint-Médard d'Andres.
Au XIIe siècle, Eustache de Bavelinghem, fils d'Heremar, est un seigneur de la cour du comté de Guînes. Eustache de Bavelinghem est retrouvé dans des chartes entre 1084 et 1150, une telle longévité posant question du fait de l'espérance de vie moyenne à l'époque, il semble qu'il y ait eu au moins deux Eustache, probablement père et fils. Eustache assiste vers 1084 à l'enterrement d'Adèle Chrétienne de Hollande, épouse Guînesde Baudouin Ier de Guînes, dans l'abbaye Saint-Médard d'Andres. Eustache est encore présent en 1126 lors d'une nouveau don à la même abbaye, de même qu'il avait assisté en 1120 à l'envoi de lettres par Manassès pour doter l'abbaye Saint-Léonard de Guînes et encore lors du don de terres par Amaury de Bredenarde (pays de Bredenarde) à la même abbaye la même année. En 1127, il fait partie des barons du comte de Guînes présents à la passation d'une charte par ce dernier en faveur de l'abbaye Saint-Bertin de Saint-Omer. Eustache épouse Adelis de Guînes, fille naturelle de Manassès Ier. En 1136, il donne, en présence de Manassès et de barons de celui-ci et de Baudouin de Bavelinghem, son frère, à l'abbaye d'Andres, pour le salut de l'âme de ses fils, une terre qu'Éverard de Pithem tenait de lui en fief. En 1144, Eustache et Baudouin sont témoins d'une charte de Baudouin Ier d'Ardres (seigneurs d'Ardres). Vers 1150, Eustache et son frère Baudouin sont témoins d'une charte passée par Arnould Ier de Guînes, en faveur de l'abbaye de Saint-Bertin de Saint-Omer. Eustache et Adelis ont sept enfants, deux morts jeunes, Hugues présent lors d'une charte d'Arnould Ier de Guînes, Grégoire moine puis abbé de l'abbaye Saint-Médard d'Andres mais déposé ensuite, Simon et Frumold. Il est également question d'un Humbert de Bavelinghem, présent vers 1145, lors d'une charte d'Arnould Ier de Guînes en faveur de l'abbaye de Clairmarais.
Entre 1170 et 1174, Wichard de Balinghem est témoin d'une charte de Baudouin II de Guînes, fils d'Arnould Ier, en faveur de l'abbaye d'Andres, de même qu'à la lecture publique des lettres officielles à propos d'un litige entre la même abbaye et le pays de Bredenarde.
Vers 1170, Hugues de Bavelinghem est témoin de la ratification faite par Baudouin II de Guînes, en présence de tous les barons du comté, du don fait par Clément d'Autingehem, (Autingues), pair des seigneurs d'Ardres, à l'abbaye d'Andres, d'un tiers de la dîme de Suaueque (Zouafques), tenue en fief d'Arnould d'Ardres.
En 1174, on retrouve Eustache de Bavelinghem présent dans une assemblée des barons du comté de Guînes à l'occasion de la confirmation par Baudouin II de Guînes de donations faites à l'abbaye de Clairmarais.
Hugues de Bavelinghem, fils d'Eustache avec ses frères Simon et Frumold, chevalier, avait discuté à l'abbaye Saint-Médard d'Andres, la possession d'une partie du marais de Bavelinghem. Vers 1179, sous l'égide du comte de Guînes, Baudouin II de Guînes, un accord est conclu. Il succède à son père dans la seigneurie de Bavelinghem, baronnie du comté de Guînes. Il épouse Mahaut, dite Mathe, fille de Laurette de Hames. Le couple a une fille Adelis, héritière de Bavelinghem, qui se marie avec Arnould de Caieu (sans doute Cayeux-sur-Mer), chevalier, renommé pour sa valeur, qui en 1196 avec Adelis, confirme une donation faite par Hugues à l'abbaye d'Andres. Arnould de Caieu va, à la fin de sa vie, y prendre l'habit religieux. Le couple a trois enfants : Anselme, Guillaume et Arnould de Caieu. Devenue veuve, Adelis épouse ensuite Daniel de Gand, frère de Siger II, châtelain de Gand. En 1196, l'abbaye d'Andres conclut un accord avec Arnould de Caieu pour l'exécution des dernières volontés du chevalier Hugues de Bavelinghem, Arnould donne à l'abbaye vingt marcs et trente mesures du marais de Balinghem, ce que confirme l'évêque de Thérouanne Lambert de Bruges en 1197. Adelis ou Adelide est retrouvée en 1228, année où en tant que dame de Bavelinghem, elle donne des biens situés à Spelleka (Éperlecques) à l'abbaye d'Andres.
Hubert de Bavelinghem est cité en 1200 : il renonce à contester à l'abbaye d'Andres la droit de juridiction sur un lieu dit Mons-Campanise.
Simon ou Frumold, cités ci-dessus, a pour descendants Henry de Bavelinghem, vivant en 1238 et Hanoise de Bavelinghem, épouse de Baudouin, seigneur d'Hermelinghen.
En 1208, le roi d'Angleterre Jean sans Terre informe les barons de son royaume qu'il a accordé à Thomas de Bavelinghem une rente féodale de dix livres par an (plusieurs autres seigneurs de la région sont, dans ces années, comme Thomas, partisans du roi d'Angleterre, contre la France, Jean de Gravelines, le comte de Boulogne Renaud de Damamartin, le châtelain de Saint-Omer, ...; ils sont en ce sens fidèles au comte de Flandre, Ferrand de Flandre, lequel affirme son alliance avec l'Angleterre en 1213, avec comme aboutissement la victoire française lors de la bataille de Bouvines en 1214).
En 1273, Baudouin, sire de Bavelinghem, est un des treize barons du comté de Guînes.

### Époque moderne et contemporaine
En 1520, c'est près de Balinghem, entre Ardres et Guînes que s'était installé le fameux camp du Drap d'Or, où eut lieu la rencontre entre François Ier et Henri VIII, à la frontière qui délimitait à l'époque les terres de France et d'Angleterre, épisode notamment souligné par Louis Barron dans l'ouvrage qu'il rédigea lors de sa traversée de France en 1899.
Pendant la première guerre mondiale, Guînes est le siège en 1917-1918 d'un commandement d'étapes, c'est-à-dire un élément de l'armée organisant le stationnement de troupes, comprenant souvent des chevaux, pendant un temps plus ou moins long, sur les communes dépendant du commandement, en arrière du front. Balinghem en dépend et a à ce titre accueilli des troupes sur la commune, notamment un contingent belge. En septembre 1917, Balinghem accueille également des troupes dépendant du commandement d'étapes de Nouvelle-Église.
Par arrêté préfectoral du 20 décembre 2016, la commune est détachée le 1er janvier 2017 de l'arrondissement de Saint-Omer pour intégrer l'arrondissement de Calais.

## Politique et administration

### Découpage territorial
La commune se trouve dans l'arrondissement de Calais du département du Pas-de-Calais.

#### Commune et intercommunalités
La commune est membre de la communauté de communes Pays d'Opale qui regroupe 23 communes et totalise 25 186 habitants en 2021.

#### Circonscriptions administratives
La commune est rattachée au canton de Calais-2.

#### Circonscriptions électorales
Pour l'élection des députés, la commune fait partie de la sixième circonscription du Pas-de-Calais.

### Élections municipales et communautaires

#### Liste des maires
| Période                                  | Période                       | Identité                 | Étiquette | Qualité                                                                      |
| ---------------------------------------- | ----------------------------- | ------------------------ | --------- | ---------------------------------------------------------------------------- |
| Les données manquantes sont à compléter. |                               |                          |           |                                                                              |
| 1995                                     | En cours (au 31 janvier 2022) | Jean-Claude Vandenbergue | SE        | Ancien cadre Réélu pour le mandat 2014-2020, Réélu pour le mandat 2020-2026, |

## Équipements et services publics

### Justice, sécurité, secours et défense
La commune dépend du tribunal judiciaire de Saint-Omer, du conseil de prud'hommes de Saint-Omer, de la cour d'appel de Douai, du tribunal de commerce de Boulogne-sur-Mer, du tribunal administratif de Lille, de la cour administrative d'appel de Douai, du tribunal judiciaire de Boulogne-sur-Mer et du tribunal pour enfants de Saint-Omer.

## Population et société

### Démographie
Les habitants de la commune sont appelés les Balinghemois.

#### Évolution démographique
L'évolution du nombre d'habitants est connue à travers les recensements de la population effectués dans la commune depuis 1793. Pour les communes de moins de 10 000 habitants, une enquête de recensement portant sur toute la population est réalisée tous les cinq ans, les populations de référence des années intermédiaires étant quant à elles estimées par interpolation ou extrapolation. Pour la commune, le premier recensement exhaustif entrant dans le cadre du nouveau dispositif a été réalisé en 2006.

En 2022, la commune comptait 1 225 habitants, en évolution de +2,85 % par rapport à 2016 (Pas-de-Calais : −0,72 %, France hors Mayotte : +2,11 %).
| 1793 | 1800 | 1806 | 1821 | 1831 | 1836 | 1841 | 1846 | 1851 |
| ---- | ---- | ---- | ---- | ---- | ---- | ---- | ---- | ---- |
| 318  | 304  | 346  | 517  | 576  | 610  | 607  | 615  | 605  |

| 1856 | 1861 | 1866 | 1872 | 1876 | 1881 | 1886 | 1891 | 1896 |
| ---- | ---- | ---- | ---- | ---- | ---- | ---- | ---- | ---- |
| 569  | 553  | 582  | 564  | 594  | 527  | 551  | 567  | 558  |

| 1901 | 1906 | 1911 | 1921 | 1926 | 1931 | 1936 | 1946 | 1954 |
| ---- | ---- | ---- | ---- | ---- | ---- | ---- | ---- | ---- |
| 556  | 577  | 554  | 494  | 502  | 493  | 508  | 601  | 565  |

| 1962 | 1968 | 1975 | 1982 | 1990 | 1999 | 2006  | 2011  | 2016  |
| ---- | ---- | ---- | ---- | ---- | ---- | ----- | ----- | ----- |
| 539  | 525  | 539  | 530  | 763  | 829  | 1 006 | 1 165 | 1 191 |

| 2021  | 2022  | - | - | - | - | - | - | - |
| ----- | ----- | - | - | - | - | - | - | - |
| 1 225 | 1 225 | - | - | - | - | - | - | - |

#### Pyramide des âges
En 2018, le taux de personnes d'un âge inférieur à 30 ans s'élève à 38,7 %, soit au-dessus de la moyenne départementale (36,7 %). À l'inverse, le taux de personnes d'âge supérieur à 60 ans est de 17,9 % la même année, alors qu'il est de 24,9 % au niveau départemental.
En 2018, la commune comptait 585 hommes pour 581 femmes, soit un taux de 50,17 % d'hommes, légèrement supérieur au taux départemental (48,5 %).
Les pyramides des âges de la commune et du département s'établissent comme suit.
| Hommes | Classe d’âge | Femmes |
| ------ | ------------ | ------ |
| 0,2    | 90 ou +      | 0,9    |
| 2,3    | 75-89 ans    | 4,6    |
| 14,2   | 60-74 ans    | 13,8   |
| 24,1   | 45-59 ans    | 21,3   |
| 20,7   | 30-44 ans    | 20,6   |
| 14,4   | 15-29 ans    | 15,8   |
| 24,2   | 0-14 ans     | 23,0   |

| Hommes | Classe d’âge | Femmes |
| ------ | ------------ | ------ |
| 0,5    | 90 ou +      | 1,6    |
| 5,6    | 75-89 ans    | 8,9    |
| 16,7   | 60-74 ans    | 18,1   |
| 20,2   | 45-59 ans    | 19,2   |
| 18,9   | 30-44 ans    | 18,1   |
| 18,2   | 15-29 ans    | 16,2   |
| 19,9   | 0-14 ans     | 17,9   |

## Économie

### Revenus de la population et fiscalité
En 2019, dans la commune, il y a 438 ménages fiscaux qui comprennent 1 156 personnes pour un revenu médian disponible par unité de consommation de 21 140 euros, soit inférieur au revenu médian de la France métropolitaine qui est de 21 930 euros,.

## Culture locale et patrimoine

### Lieux et monuments
- L'église Notre-Dame-de-la-Nativité.
- Le monument aux morts[68].
- La stèle commémorative de l'entrevue du camp du Drap d'Or, au bord de la RD 231 (route de Marquise)[69].

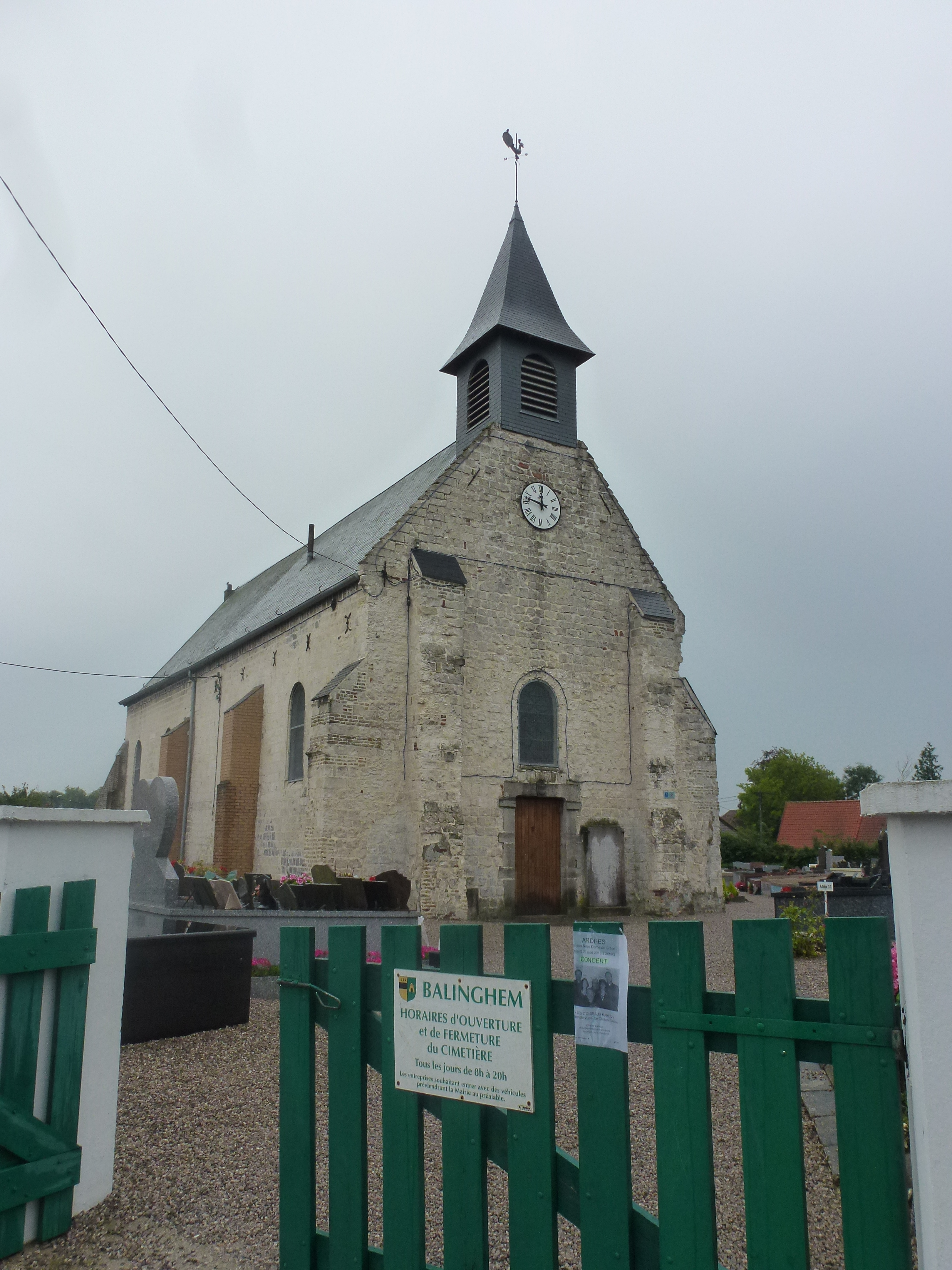
L'église.
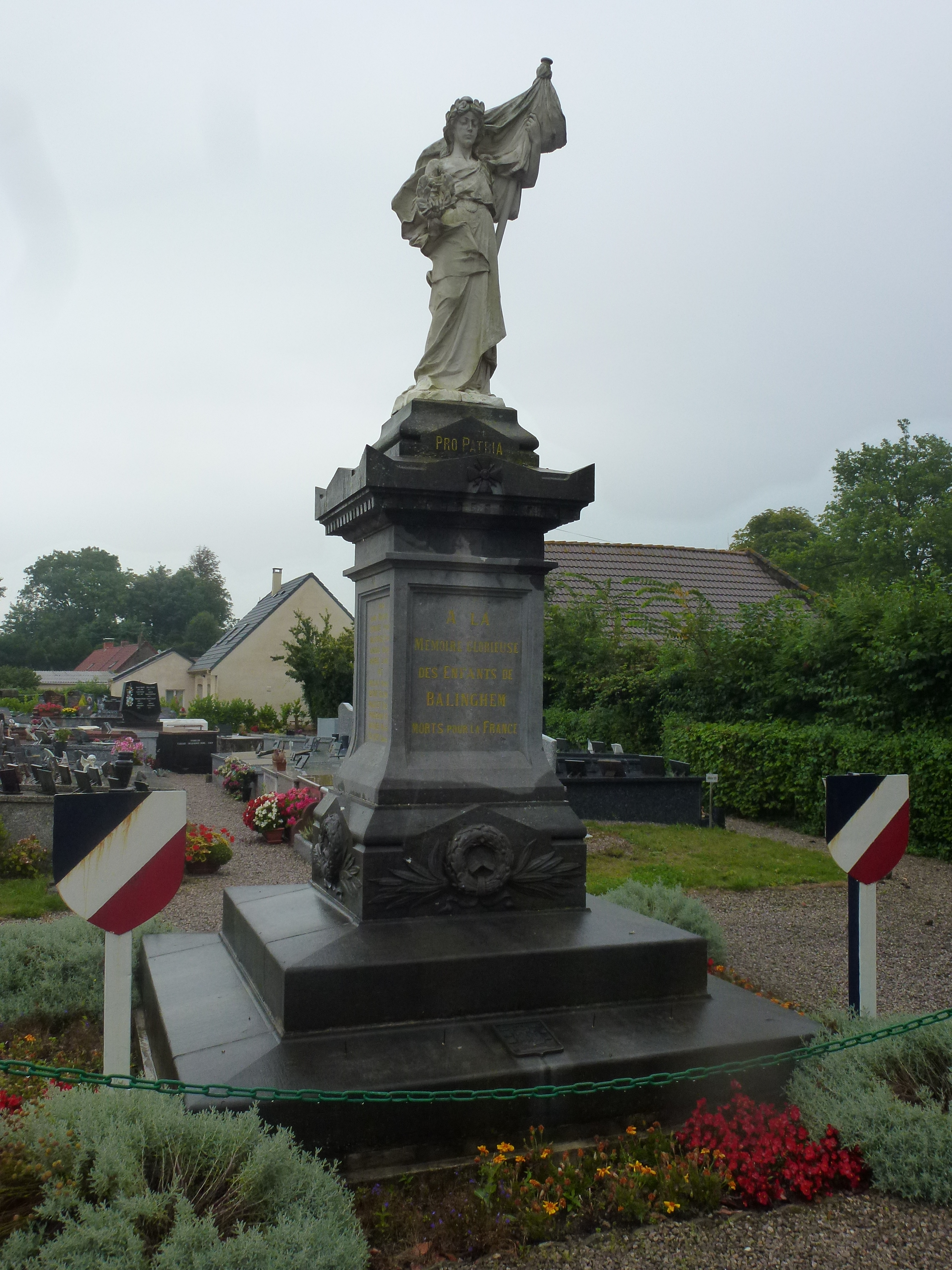
Le monument aux morts.

### Personnalités liées à la commune
- Antoine de Balinghem (1571-1630), prêtre jésuite, auteur d'ouvrages spirituels.

### Héraldique
| Blason de Balinghem | Blason  | Parti : au 1er d’or à la fasce de sable surmontée de trois cormorans du même, becqués et membrés de gueules, au 2d de sinople à la tente d’or. |
| Blason de Balinghem | Détails | La tente évoque l'entrevue du camp du Drap d'Or qui eut lieu en 1520 entre François Ier et Henri VIII sur le territoire de la commune. Les cormorans et la fasce de sable sont empruntés à la famille de Bryas. On les retrouve, dans le même département, sur le blason de la commune de Brias. Adopté par la municipalité. |

## Pour approfondir